# 서리주 (자메이카)

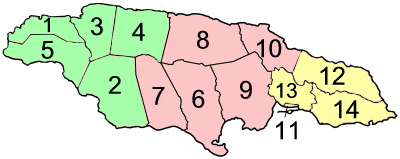
노란색으로 표시된 부분이 서리주

서리주(영어: Surrey County)는 자메이카 동부에 위치한 주로 주도는 자메이카의 수도인 킹스턴이며 면적은 2,009.3km2, 인구는 823,689명(2001년 기준)이다. 4개 구(킹스턴구, 포틀랜드구, 세인트앤드루구, 세인트토머스구)를 관할한다.